# Enrique Mac-Iver
Enrique Segundo Mac-Iver Rodríguez (Constitución, 15 de julio de 1844-Santiago, 21 de agosto de 1922) fue un abogado, político y hombre de Estado chileno de ascendencia escocesa y española.

## Primeros años de vida
Nació en una casa de corredores de la Plaza de Armas de Constitución (esquina de las calles Cruz y Oñederra, encontrada con la parroquia), y de meses de edad llegó a la casa que su padre había concluido recién en calle Bulnes, la que a pesar del terremoto del 27 de febrero de 2010, su parte histórica--central--se mantiene en pie. Hijo de Henry Mac Iver Minnett, marino de origen escocés nacido en Londres en 1815 f. en Constitución en 1877, y de doña Leonor Rodríguez y Rodríguez, nacida en Luanco 1819 + 1888. Hizo sus primeras letras en el Colegio de los Padres Franceses en Valparaíso, para luego seguir en el mismo establecimiento en Santiago.
Su abuela paterna, Sarah Minett, nacida el 1 de diciembre de 1780, falleció en Constitución el 14 de agosto de 1855, debiendo ser sepultada en Valparaíso por su religión protestante, puesto que el sacerdote no autorizó su sepultura en la ciudad. Tal circunstancia determinó que ella permaneciera, insepulta, en una pieza de la casa por varios días, hasta que su hijo pudiera embarcarla rumbo a Valparaíso. Este hecho marcó al muchacho de por vida, siendo el acicate que lo impulsaría, una vez en el Congreso Nacional, a luchar por las leyes laicas y, entre ellas, la de cementerios laicos.
Ingresaría a la Gran Logia de Chile, el 8 de diciembre de 1869, donde fue el primer iniciado de la Logia "Deber y Constancia" N.º 7, fundada el 14 de noviembre de 1869. Mac Iver, ocupó el cargo de Venerable Maestro de dicha logia y, posteriormente, en septiembre de 1887, sería electo Gran Maestro de la Orden. Realizó sus estudios superiores en la Universidad de Chile, en la cual se recibió de abogado en 1869.

## Matrimonio e hijos
Contrajo matrimonio con Ema Ovalle Gutiérrez. Fueron sus hijos: Sara, Julia, Flora, Ema, Malcolm y Enrique MacIver Ovalle. 
Dos de sus hijos se caracterizaron por ciertas actividades públicas: Julia tuvo participación en algunas organizaciones que abogaban por la igualdad cívica de la mujer, y Malcolm siguió la carrera judicial, llegando a ser Ministro de la Excma. Corte Suprema.
De sus nietos cabe destacar a Enrique MacIver Covarrubias, médico cirujano y Luis Cousiño MacIver, que fuera abogado integrante del mismo alto tribunal por varios años, y destacado penalista. Su tataranieto, Gonzalo Blumel MacIver (Talca, 17 de mayo de 1978) fue ministro del Interior y Seguridad Pública durante el último gobierno de Sebastián Piñera.

## Vida pública
Durante esta época hizo su aparición en política, integrándose al Partido Radical. Fue presidente del Banco Nacional hasta que en 1876 fue elegido diputado por su ciudad natal, cargo en que permaneció ininterrumpidamente hasta 1918. Asimismo, fue comentarista político en diversos diarios de tendencia liberal y radical. Entre 1881 y 1884 defendió al gobierno chileno ante los juicios arbitrales 
En 1891, participó en la revolución que derrocó al presidente José Manuel Balmaceda, redactando el primer borrador del acta de su deposición. Su participación le valió ser nombrado al año siguiente como Ministro de Hacienda por Jorge Montt Álvarez.
Al respecto Enrique Mac-Iver dijo en una entrevista a sus cincuenta años: "Deseó gobernar bien pero no pudo o no supo emplear los resortes y los medios para realizar su gran propósito: Creyó que con las obras públicas, con la mejora y extensión de la enseñanza, con la benevolencia para con los partidos podía hacerse todo y no vio o no quiso ver la crisis nacional que amenazaba a la República... Y que amenazaba a él si persistía en conservar el depósito sagrado, como decía, que había recibido de sus antecesores... Ese depósito sagrado era la intervención del Presidente de la República en la designación y elección de su sucesor... Se equivocó, y yo hasta, ahora guardo cariñoso el recuerdo del adalid del Club de la Reforma y lloro en mi alma su desgracia y la de mi país... La historia le juzgará."
En 1898, participa sin éxito en el conflicto limítrofe por la Puna de Atacama.
Paralelamente a su labor política, Mac-Iver desarrolló una importante labor como estudioso de la realidad nacional de su país. Su atención se dirigió preferentemente a los problemas que vivía Chile a finales del siglo XIX e inicios del siglo XX. Su obra más famosa en ese sentido fue "La Crisis Moral de la República", discurso que diera el 1º de agosto de 1900 en el Ateneo de Chile.
Fue también uno de los más tenaces opositores a la adhesión de su partido a la candidatura de Arturo Alessandri en 1920.
Fue bombero por más de 50 años y miembro de la 2ª Compañía de Santiago. Llegó a ser; superintendente de la institución entre 1889 y 1892 y director honorario a partir del 7 de diciembre de 1904.
En su honor, la actual Calle Mac-Iver lleva su nombre; el 16 de febrero de 1928 fue publicada en el Diario Oficial de la República de Chile la Ley 4300 que autorizaba el cambio de nombre de la antigua calle Claras por el de Enrique Mac-Iver.